# Українсько-литовські відносини
Україно-литовські відносини — міжнародні відносини між Україною і Литвою. Україна має амбасаду у Вільнюсі і три консульства: в Клайпеді, Шальчинінкаї і Висагінасі. Литовська амбасада знаходиться в Києві, а генеральне консульство — у Львові.
Дипломатичні відносини між державами були офіційно встановлені в 12 грудня 1991 року, невдовзі після визнання Литвою незалежності України (3 грудня  1991 року), але контакти між народами сягають часів ВКЛ.
Обидві країни є членами ООН, Ради Європи та інших міжнародних організацій. У Сеймі Литви діє група «Міжпарламентські зв’язки з Україною», а також деякий час діяла тимчасова парламентська група «Про-Україна», яка підтримує реформи українського уряду.
Литва має посольство своєї країни в Києві та одне консульство у Львові, тоді як посольство України знаходиться у Вільнюсі. Чинний посол України в Литві Петро Бешта, посол Литви в Україні Валдемарас Сарапінас. У Литві відкрито три консульства України - у Клайпеді , Шальчінінкаї та Вісагінасі. У свою чергу, в Україні відкрито кілька почесних консульств Литви – у Львові (Львівська область), Миколаєві (Миколаївська область), два в Дніпрі (одне для Дніпропетровської області, друге для Криму), Житомирі (Житомирська область), Херсоні (Херсонська обл.), Ужгороді (Закарпатська обл.), в Одесі (Одеська обл.), Івано Франківську (Ів. Франківська обл.), Харкові (Харківська обл.), Тернополі (Тернопільська обл.), Кропивницькому (Кіровоградська обл.), Луцьку (Волинська обл.), Сєвєродонецьку (Луганська область)
За даними перепису населення у 2011 році 0,5 % всього населення Литви складалося з українців. На початку 2021 року в Литві проживало 31 790 громадян України, а на початку 2023 р. - 94 891 (найбільша група іноземних громадян у Литві). В Україні проживає близько 11 тис. литовців, у тому числі 2185 громадян Литви. У 2022 році Після нападу Росії на Україну до Литви прибули десятки тисяч біженців від війни, деякі з яких виїхали до інших європейських країн або повернулися в Україну.

## Історія
Відносини між литовцями та українцями сягають глибокої давнини та відображають історію становлення обох народів. Є дані, що в 1040р Великий князь Київської Русі Ярослав Мудрий напав на землі литовських племен і змусив їх платити данину. Після ослаблення Київської Русі, у 1219р Князі литовських земель уклали угоду з Галицько-Волинським князівством, що виникло на західних землях сучасної України, спрямовану проти Польщі. Войшелк, син убитого в 1264 році литовського правителя Міндовга. здобув владу за підтримки герцога Шварна Холмського, а в 1267р передав йому престол великого князя литовського. З XIV століття почалося активне політичне та військове проникнення Великого князівства Литовського на південні землі, що раніше належали Київській Русі; вже близько 1325 р Київським князем став брат Гедиміна Федір.

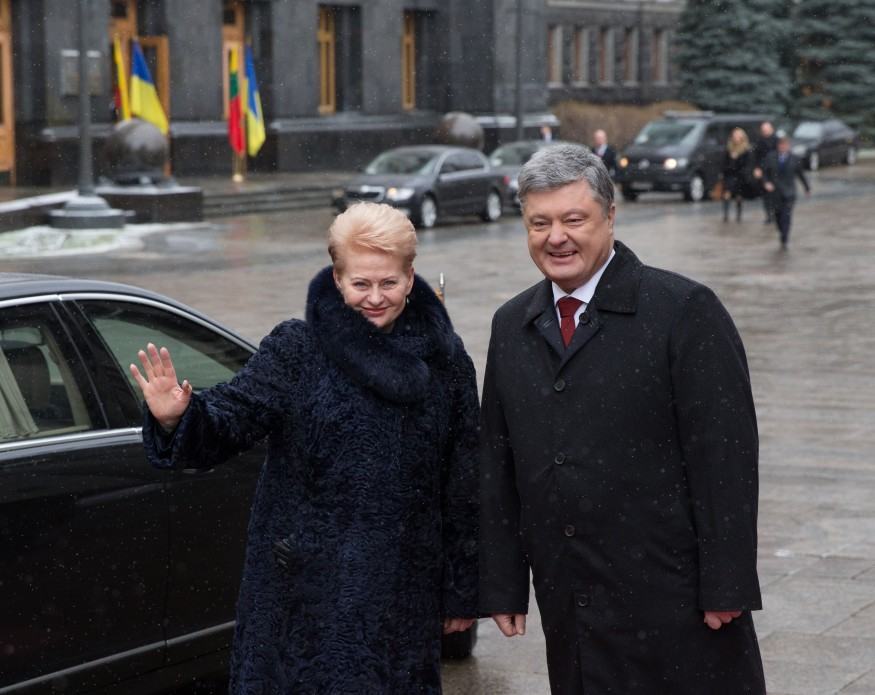
Президенти України Порошенко та Литви Даля Грибаускайте у Києві, 12 грудня 2016

У XIV—XV століттях центральні українські князівства увійшли до складу Великого князівства Литовського. Протягом 1569—1795 років Литва і Польща знаходилися у складі однієї спільної держави — Речі Посполитої, у складі якої також перебували і українські землі. Обидві країни до 1918 року знаходилися у складі Російської імперії, до 1991 року — у складі СРСР.
Українські та литовські національні рухи починаючи з 1906 року співпрацювали в рамках Союзу автономістів, Союзу народів, Ліги інородницьких народів, АБН та інших об'єднань. Міжвоєнна Литовська республіка надавала підтримку ОУН, вважаючи її союзником у боротьбі з Польщею.
В листопаді 2009 року було підписано низку україно-литовських угод, що включали взаємне визнання дипломів і кооперацію в збереженні культурної спадщини, крім того, Литва пообіцяла підтримку Україні в набутті членства у ЄС.
7 квітня 2022 року, після тимчасового призупинення роботи через повномасштабне російське вторгнення до України, посол Литви повернувся до Києва.

### Відносини всередині Російської імперії
Коли землі литовців та українців увійшли до складу Російської імперії, одночасно виникли національні рухи (литовський національний рух та український національний рух), які сформували сучасні литовську та українську нації. 1837-1838 роки У Києві діяв відділ Товариства литовських, польських, білоруських і українських революціонерів, заснований Симоном Конарскісом. Після закриття Віленської медико-хірургічної академії багато її професорів і студентів у 1842 р. переведені на медичний факультет Київського університету, який згодом залучав до Києва більше студентів з Литви.
У XIX - XX століттях спочатку литовці навчалися та викладали в українських вищих навчальних закладах (Харківський університет, Київський університет, політехнічні, ветеринарні інститути). Серед найвідоміших студентів з Литви - Антанас Мацкявічус (навчався близько 1850 р.), Майроніс (1883-1884), Андрюс Домашявічюс, Альфонсас Моравскіс, Вінцас Креве, Зігмас Геле, Юозас Гураускіс та інші. У XIX столітті почали створюватися місцеві литовські студентські товариства: 1879р Литовські та польські студенти заснували в університеті соціалістичне товариство, яке спілкувалося з віленськими революціонерами та організацією «Народна воля» в 1887 році. У Київському університеті діяв гурток литовських студентів.
Після невдалого повстання 1863-1864 рр. його учасники з Литви були відбиті від Одеси. 1902-1915 рр. у Київському політехнічному інституті викладав Повілас Чехавічюс, 1906-1912 - Пранас Джоделе.
В 1905 році Під час російської революції польський мовознавець заснував Союз автономістів (рос. Союз автономистов), в якому співпрацювали українці та литовці. Також у 1912 р Юозас Габріс-Паршайтіс заснував у Парижі Союз поневолених народів, який зосереджувався на становищі українців і литовців. В 1897 році за даними перепису, в Україні проживало 1684 литовці, але їхня кількість значно зросла під час Першої світової війни, коли тисячі литовських біженців від війни оселилися в українських містах, а також діяли відділи Литовського товариства для постраждалих від війни. У 1917 р. біженці від війни з Литви заснували в Києві Раду литовського народу, у 1917 р. в квітні тут відбувся з’їзд литовських вояків. В 1917 році у вересні литовці Києва брали участь у з'їзді представників руських народів.

### Міжвоєнні відносини
Після створення незалежних держав Литви та України в Україні проживало понад 15,5 тис. литовців. Після окупації України більшовиками більшість з них виїхала до незалежної Литви.
У міжвоєнний період у тимчасовій столиці Каунасі діяло представництво Української повстанської армії, друкувалися видання Організації українських націоналістів. Перший командир цієї організації Євген Коновалець з 1929 р. також мав литовське громадянство.
Крім іншого, литовців і українців об’єднували територіальні суперечки з Польщею, адже Польща майже весь міжвоєнний період включала до свого складу Вільнюс і Львів. В 1954 році Американський литовський публіцист Сімас Сузіеділіс написав у Клубі політичних студій: «Але незалежність України особливо важлива для Литви. Вільнюс і Львів пов’язують нас. Треба допомогти українцям утримати лінію Керзона зі Львовом і околицями».
1935-1937 роки Литовський ветеринар Леонас Гогеліс був професором Київського ветеринарного інституту.

### Відносини в радянський період
в 1943 році в Україні було створено Антибільшовицький блок народів, в якому активну участь брали й литовські представники.
За радянських часів міграція між Литовською РСР та Українською РСР прискорилася. Литовці навчалися в українських університетах, працювали на промислових підприємствах і часто залишалися в Україні після створення сімей. Також у XX столітті у 1960-1970-х роках в Україні оселилися литовці, яким після вигнання не дозволили повернутися до Литви.
Між українцями та литовцями в діаспорі була співпраця. 1984-1985 роки коли точилася дискусія про скасування ялтинських постанов зі сторони США, погляди литовської громади в США та комітету Конгресу українців Америки збіглися – вони хотіли, щоб США не скасовували ялтинські резолюції – така ініціатива була представлена організацією польської діаспори Pomost, стверджуючи, що Ялтинські резолюції суперечать Атлантичній хартії, яка гарантує незалежність країнам, окупованим під час війни. Ініціативу підтримали емігрантські організації Латвії та Естонії та ВКВЛ. Після досягнення консенсусу з директором Pomost Адамом В. Кірніком було опубліковано узгоджену резолюцію, у вступі до якої, серед іншого, згадуються партизанські рухи Литви та України як спалахи опору в країнах Центральної та Східної Європи.

## Політичні відносини

### На рівні глав держав
З моменту обміну першими офіційними візитами (Президента України до Литовської Республіки 08 лютого 1994 року та Президента Литовської Республіки в Україну 28-29 березня 1995 р.) підтримується активний українсько-литовський політичний діалог на найвищому рівні.
08 лютого 1994 р. – офіційний візит Президента України Л.Кравчука до Литовської Республіки. Підписано Договір про дружбу і співробітництво між Україною та Литовською Республікою.
28-29 березня 1995 р. – офіційний візит Президента Литовської Республіки А.Бразаускаса в Україну.
23-24 вересня 1996 р. – державний візит Президента України Л.Кучми до Литовської Республіки.
4-5 вересня 1997 р. – робочий візит Президента України Л.Кучми до Литовської Республіки для участі в міжнародній конференції «Співіснування народів і добросусідські відносини – гарант безпеки і стабільності в регіоні».
28-29 листопада 1997 р. – робочий візит Президента Литовської Республіки А.Бразаускаса в Україну.
05-06 листопада 1998 р. – державний візит Президента Литовської Республіки В.Адамкуса в Україну.
15-16 квітня 1999 р. – робочий візит Президента України Л.Кучми до Литовської Республіки для участі в міжнародній конференції «Регіональна інтеграція транспорту».
9-11 вересня 1999 р. – робочий візит Президента Литовської Республіки В.Адамкуса в Україну для участі у Саміті глав держав та урядів країн регіону Чорного і Балтійського морів.
22-24 квітня 2001 р. – офіційний візит Президента України Л.Кучми до Литовської Республіки.
28 березня 2002 року – робочий візит Президента Литовської Республіки В.Адамкуса в Україну. Підписано Декларацію Президентів України та Литовської Республіки.
29-30 жовтня 2002 р. – офіційний візит Президента України Л.Кучми до Литовської Республіки. Підписано Статут Ради Президентів.
5-6 липня 2003 р. – робочий візит Президента України Л.Кучми до Литовської Республіки для участі у святкуванні 750-ї річниці коронації Короля Міндаугаса.
18-20 квітня 2004 р. – робочий візит Виконуючого обов’язки Президента Литовської Республіки А.Паулаускаса в Україну.
26 листопада, 01 грудня, 06 грудня 2004 р. – Президент Литовської Республіки В.Адамкус відвідував Україну для участі у круглому столі щодо врегулювання політичної кризи.
15 травня 2005 р. – робочий візит Президента України В.Ющенка в Литовську Республіку.
16-17 червня 2005 р. – робочий візит Президента Литовської Республіки В.Адамкуса в Україну для участі у Міжнародному інвестиційному форумі «Позачерговий стіл, присвячений Україні».
18-19 серпня 2005 р. – робочий візит Президента Литовської Республіки В.Адамкуса в Україну.
02 грудня 2005 р. – робочий візит Президента Литовської Республіки В.Адамкуса в Україну для участі у Форумі Спільноти Демократичного Вибору.
11 березня 2006 р. – робочий візит Президента Литовської Республіки В.Адамкуса в Україну для отримання спеціальної Міжнародної премії «Людина року» за 2005 рік у галузі суспільно-політичної діяльності.
3-4 травня 2006 р. – робочий візит Президента України В.Ющенка в Литовську Республіку для участі у Вільнюській конференції «Спільне бачення спільного сусідства».
23 травня 2006 р. – робочий візит Президента Литовської Республіки В.Адамкуса в Україну для участі у Саміті ГУАМ.
30 вересня 2006 р. – робочий візит Президента Литовської Республіки В.Адамкуса в Україну для участі у святкуванні 750-річчя міста Львова.
14-16 листопада 2006 р. – державний візит Президента Литовської Республіки В.Адамкуса в Україну, у рамах якого відбулося Перше засідання Ради Президентів України та Литовської Республіки. Підписано Спільну декларацію Президентів України та Литовської Республіки.
13-14 серпня 2007 р. – робочий візит Президента Литовської Республіки В.Адамкуса в Україну.
10-11 жовтня 2007 р. – робочий візит Президента України В.Ющенка в Литовську Республіку для участі у «Вільнюській конференції з питань енергетичної безпеки 2007: Відповідальна енергетика для відповідальних партнерів».
12 травня 2008 р. – офіційний візит Президента України В.Ющенка в Литовську Республіку. Підписано Спільну декларацію Президентів України та Литовської Республіки, в якій зафіксовано набуття відносинами між Україною та Литовською Республікою рівня стратегічного партнерства.
14 листопада 2008 р. – зустріч Президента України В.Ющенка та Президента Литовської Республіки В.Адамкуса в рамках проведення Четвертого Енергетичного саміту в Баку.
22 листопада 2008 р. – робочий візит Президента Литовської Республіки В.Адамкуса в Україну для участі в Міжнародному форумі, присвяченому 75-м роковинам Голодомору 1932-1933 рр. в Україні.
09 грудня 2008 р. – робочий візит Президента України В.А.Ющенка в Литовську Республіку. Підписано Дорожню карту розвитку стратегічного партнерства між Україною та Литовською Республікою на 2009-20010 рр. проведення ІІ засідання Ради Президентів України та Литовської Республіки.
06 липня 2009 р. – робочий візит Президента України В.Ющенка в Литовську Республіку для участі в урочистих заходах з нагоди відзначення 1000-ліття першої письмової згадки про Литву.
23 вересня 2009 р. – у м. Нью-Йорк, у рамках 64-ої сесії Генеральної асамблеї ООН, відбулась окрема двостороння зустріч Президента України В.Ющенка з Президентом Литовської Республіки Д.Грібаускайтє.
26 листопада 2009 р. – робочий візит Президента Литви Д.Грібаускайтє в Україну, у рамках якого відбулось ІІІ засідання Ради Президентів України та Литовської Республіки.
25 лютого 2010 р. – робочий візит Президента Литовської Республіки Д.Грібаускайтє в Україну з метою участі в церемонії інавгурації новообраного Президента України В.Януковича.
14 жовтня 2010 р. – офіційний візит Президента України В.Януковича до Литовської Республіки, проведення IV засідання Ради Президентів України та Литовської Республіки, підписання Дорожньої карти розвитку стратегічного партнерства між Україною та Литовською Республікою на 2011-2012 рр.
22 листопада 2011 р. – робочий візит Президента Литви Д.Грібаускайтє в Україну, проведення V засідання Ради Президентів України та Литовської Республіки.
06 лютого 2013 р. – офіційний візит Президента України В.Януковича до Литовської Республіки, проведення VI засідання Ради Президентів України і Литовської Республіки, підписання Дорожньої карти розвитку відносин стратегічного партнерства на 2013-2014 рр.
28-29 листопада 2013 р. – робочий візит Президента України В.Януковича до Литовської Республіки для участі у заходах Вільнюського саміту зовнішньополітичної ініціативи ЄС «Східне партнерство».
07 червня 2014 р. – робочий візит Президента Литви Д.Грібаускайтє в Україну для участі в інавгурації новообраного Президента України П.Порошенка.
24 листопада 2014 р. – робочий візит Президента Литви Д.Грібаускайтє в Україну, проведення VII засідання Ради Президентів України та Литовської Республіки.
21 січня 2015 р. – робоча зустріч президентів України та Литовської Республіки у рамках заходів Всесвітнього економічного форуму у м. Давос, Швейцарія.
27 січня 2015 р. – робоча зустріч президентів України та Литовської Республіки у рамках участі в комеморативних заходах з відзначення 70-річчя звільнення концтабору в Освенцимі, Польща.
7 лютого 2015 р. – робоча зустріч президентів України та Литовської Республіки у рамках заходів 51-ї Мюнхенської конференції з питань безпеки, Німеччина.
22 лютого 2015 р. – робочий візит Президента Литовської Республіки Д.Грібаускайтє в Україну для участі в заходах з нагоди річниці Революції гідності.
21 березня 2015 р. – робочий візит Президента Литовської Республіки Д.Грібаускайтє в Україну, під час якого вона взяла участь у церемонії нагородження премією «Людина року», а також відбулися її окремі зустрічі з Президентом України П.Порошенком та Прем’єр-міністром України А.Яценюком.
07 травня 2015 р. – робоча зустріч президентів України та Литовської Республіки у м. Гданськ, Польща у рамках участі у меморіальних заходах з нагоди завершення Другої світової війни.
14 травня 2015 р. – робоча зустріч президентів України та Литовської Республіки у м. Аахен, Німеччина з метою участі в урочистостях з нагоди вручення Голові Європейського парламенту М.Шульцу Міжнародної премії імені Карла Великого.
2 грудня 2015 р. – робочий візит Президента України П.О.Порошенка до Литовської Республіки, проведення VIII засідання Ради Президентів України та Литовської Республіки. Глави двох Держав взяли також участь у відкритті І Українсько-Литовського Економічного Форуму.
13 лютого 2016 р. – робоча зустріч президентів України та Литовської Республіки у рамках заходів 52-ї Мюнхенської конференції з питань безпеки, Німеччина.
12 грудня 2016 р. – робочий візит Президента Литовської Республіки Д.Грібаускайтє в Україну, проведення ІХ засідання Ради Президентів України та Литовської Республіки. Глави двох Держав взяли також участь у відкритті ІІ Українсько-Литовського Економічного Форуму.
09 червня 2017 р. – робочий візит Президента Литви Д.Грібаускайтє в Україну (м. Харків).
08 грудня 2017 р. – робочий візит Президента України П.О.Порошенка до Литовської Республіки, проведення Х засідання Ради Президентів України та Литовської Республіки.
16 лютого 2018 р. – робочий візит Президента України П.О.Порошенка до Литовської Республіки для участі в урочистостях з нагоди 100-річчя відновлення Литовської Держави.
07 грудня 2018 р. – робочий візит Президента Литви Д.Грібаускайтє в Україну, проведення ХІ засідання Ради Президентів України та Литовської Республіки. Глави двох Держав взяли також участь у відкритті ІІІ Українсько-Литовського Економічного Форуму.
24 січня 2019 р. – робоча зустріч президентів України та Литовської Республіки у рамках Всесвітнього економічного форуму у м. Давос, Швейцарія.
22 лютого 2019 р. – робоча зустріч президентів України та Литовської Республіки під час їхнього спільного відвідання разом з Президентом Республіки Польща А.Дудою розташованої у м. Люблін (Республіка Польща) штаб-квартири ЛИТПОЛУКРБРИГ.
20 травня 2019 р. – зустріч Президентів України В.О.Зеленського та Литовської Республіки Д.Грібаускайтє у рамках участі Глави литовської Держави в інавгурації новообраного Президента України В.О.Зеленського (м. Київ).
01 вересня 2019 р. – зустріч Президента України В.О.Зеленського з Президента Литовської Республіки Гітанаса Наусєди у рамках їхньої спільної участі в комеморативних заходах з нагоди 80-ї річниці початку Другої світової війни (м. Варшава, Республіка Польща).
27 листопада 2019 р. – офіційний візит Президента України В.О.Зеленського до Литовської Республіки, проведення ХІІ засідання Ради Президентів України та ЛР. Глави двох Держав виступили також перед учасниками ІV Українсько-Литовського Економічного Форуму.

### На рівні глав урядів
7 липня 1993 р. – робочий візит Прем’єр-міністра України Л.Кучми до Литовської Республіки.
4-5 серпня 1993 р. – робочий візит Прем’єр-міністра Литовської Республіки А.Шлєжявічюса в Україну.
19-20 березня 2002 р. – офіційний візит Прем’єр-міністра України А.Кінаха до Литовської Республіки.
04-06 червня 2003 р. – офіційний візит Прем’єр-міністра Литовської Республіки А.Бразаускаса в Україну. Підписання Спільної декларації Кабінету Міністрів України та Уряду Литовської Республіки про створення Міжурядової ради зі співробітництва.
28 листопада 2003 р. – робочий візит Прем’єр-міністра України В.Януковича до Литовської Республіки.
9 грудня 2005 р. – офіційний візит Прем’єр-міністра України Ю.Єханурова до Литовської Республіки. Підписання Угоди між Кабінетом Міністрів України та Урядом Литовської Республіки про економічне, промислове та науково-технічне співробітництво.
10 серпня 2006 р. – робочий візит Прем’єр-міністра Литовської Республіки Г.Кіркіласа в Україну.
12-13 квітня 2007 р. – офіційний візит Прем’єр-міністра Литовської Республіки Г.Кіркіласа в Україну.
28-29 лютого 2008 р. – робочий візит Прем’єр-міністра Литовської Республіки Г.Кіркіласа в Україну для участі у ІІ міжнародному форумі «Європа-Україна».
19-20 квітня 2011 р. – робочий візит Прем’єр-міністра Литовської Республіки А.Кубілюса до України для участі в роботі Київського саміту з питань безпечного та інноваційного використання ядерної енергії.
26 січня 2012 р. – робочий візит до Литовської Республіки Віце-прем’єр-міністра – Міністра інфраструктури України Б.Колеснікова.
12 квітня 2012 р. – офіційний візит Прем’єр-міністра України М.Азарова до Литовської Республіки.
27-28 серпня 2015 р. – офіційний візит Прем’єр-міністра Литовської Республіки А.Буткявічюса в Україну.
05 листопада 2015 р. – спільна зустріч Прем’єр-міністра України А.Яценюка та Прем’єр-міністра Литви А.Буткявічюса з главами урядів Латвійської Республіки та Естонської Республіки у рамках робочого візиту Глави українського Уряду до м. Рига, Латвія.
05-06 квітня 2017 р. – робочий візит Прем’єр-міністра Литовської Республіки С.Скверняліса в Україну, у ході якого відбулася зустріч глав урядів України та країн Балтії (формат 3+1). Крім того, Прем’єр-міністр Литовської Республіки був прийнятий Президентом України, провів окрему зустріч з Прем’єр-міністром В.Гройсманом та взяв участь в роботі Х Київського Безпекового Форуму.
11-12 квітня 2018 р. – робочий візит Прем’єр-міністра Литовської Республіки С.Скверняліса в Україну, у ході якого він був прийнятий Президентом України, взяв участь в роботі ХІ Київського Безпекового Форуму та відвідав м. Авдіївка Донецької області.
22 листопада 2019 р. – робочий візит до Литовської Республіки Віце-прем’єр-міністра з питань європейської та євроатлантичної інтеграції України Д.І.Кулеби, який, спільно з Президентом Литовської Республіки Г.Наусєдою та Президентом Республіки Польща А.Дудою, взяв участь в урочистій Церемонії перепоховання рештків лідерів «Січневого повстання» 1863-1864 рр., офіційно представивши на зазначеному заході українську Державу. Під час перебування у м. Вільнюс, Д.І.Кулеба провів низку окремих двосторонніх зустрічей, зокрема, зі Спікером Сеймаса Литовської Республіки В. Пранцкєтісом та Міністром закордонних справ Литовської Республіки Л.Лінкявічюсом.

### На міжпарламентському рівні
27-28 жовтня 1994 р. – офіційний візит Спікера Сеймаса Литовської Республіки Ч. Юршенаса в Україну.
24-26 січня 1996 р. – офіційний візит Голови Верховної Ради України О. Мороза до Литовської Республіки. Підписання Меморандуму про співробітництво між Верховною Радою України та Сеймасом Литовської Республіки.
26-28 квітня 2000 р. – офіційний візит Спікера Сеймаса Литовської Республіки В.Ландсбергіса в Україну.
03-04 грудня 2002 р. – офіційний візит Голови Верховної Ради України В.Литвина до Литовської Республіки. Підписання Спільної заяви про створення Міжпарламентського Форуму.
04-05 вересня 2003 р. – робочий візит Голови Верховної Ради України В.Литвина до Литовської Республіки.
У вересні 2003 р. було створено Міжпарламентську Асамблею Верховної Ради України і Сеймаса Литовської Республіки, у структурі якої функціонує 4 постійних комітети – із зовнішньої політики, правових питань, економіки, екології та ядерної безпеки. У Верховній Раді України та Сеймасі Литовської Республіки діють парламентські «групи дружби».
01 жовтня 2003 р. – І засідання Міжпарламентської Асамблеї Верховної Ради України та Сеймаса Литовської Республіки.
21 грудня 2004 р. – робочий візит Спікера Сеймаса Литовської Республіки А.Паулаускаса в Україну.
13 травня 2005 р. – зустріч Голови Верховної Ради України В.Литвина, Спікера Сеймаса Литовської Республіки А.Паулаускаса та Маршалка Сейму Республіки Польща В.Цимошевіча у м. Луцьк. Ухвалення Заяви про створення Міжпарламентської Асамблеї Верховної Ради України, Сеймаса Литовської Республіки та Сейму і Сенату Республіки Польща.
30 вересня 2005 р. – з ініціативи Спікера Сеймаса Литовської Республіки А.Паулаускаса у м. Київ відбулася зустріч голів парламентів країн Балтії і Північної Європи з Головою Верховної Ради України В.Литвином.
12 грудня 2006 р. та 27 квітня 2007 р. – у Вільнюсі відбулися два засідання Президії Міжпарламентської Асамблеї, під час яких було наголошено на важливості міжпарламентських зв’язків для подальшої інтеграції України до європейських структур, координації дій між парламентськими делегаціями обох країн у європейських інституціях.
16 червня 2008 р. – установче засідання у м. Київ тристоронньої Міжпарламентської Асамблеї Україна – Литва – Польща, у якому взяла участь делегація литовських парламентарів на чолі зі Спікером Сеймаса Литовської Республіки.
У червні 2009 р. – ІІ засідання тристоронньої Міжпарламентської Асамблеї Україна – Литва – Польща (Польща).
06-07 вересня 2010 р. – офіційний візит Спікера Сеймаса Литовської Республіки І.Дягутєнє в Україну.
7-8 жовтня 2010 р. – робочий візит Голови Верховної Ради України В.Литвина до Литовської Республіки. Проведення ІІІ засідання тристоронньої Міжпарламентської Асамблеї Україна – Литва – Польща.
19 березня 2011 р. – робочий візит Спікера Сеймаса Литовської Республіки І.Дягутєнє в Україну. Проведення IV засідання тристоронньої Міжпарламентської Асамблеї Україна – Литва – Польща.
03 вересня 2011 р. – робочий візит Голови Верховної Ради України В.Литвина до Литовської Республіки для участі у відкритті у м. Вільнюс пам’ятника Тарасу Шевченку.
06 вересня 2013 р. – робочий візит Голови Верховної Ради України В.Рибака до Литовської Республіки.
26-27 листопада 2013 р. – ініціативна робоча поїздка Спікера Сеймаса Литовської Республіки Л.Граужинєнє до м. Київ.
17 березня 2014 р. – робочий візит Спікера Сеймаса Литовської Республіки Л.Граужинєнє в Україну для участі у засіданні Президії тристоронньої міжпарламентської асамблеї Україна – Литва – Польща.
18-19 серпня 2014 р. – робочий візит Голови Верховної Ради України О.Турчинова до Литовської Республіки (мм. Вільнюс, Клайпеда та Паланга) для участі у якості почесного гостя у Конференції Голів парламентів країн Балтії та Північної Європи.
10 жовтня 2014 р. – робочий візит Спікера Сеймаса Литовської Республіки Л.Граужинєнє в Україну у складі делегації глав національних парламентів Данії, Ірландії, Польщі та Швеції.
11 березня 2015 р. – робочий візит Першого заступника Голови Верховної Ради України А.Парубія в Україну для участі в урочистостях з нагоди 25-річчя відновлення Незалежності Литовської Республіки.
15-16 березня 2015 р. – робочий візит Спікера Сеймаса Литовської Республіки Л.Граужинєнє в Україну у складі делегації голів національних парламентів країн Балтії та Північної Європи (формат NB8).
28-29 травня 2015 р. – робочий візит Голови ВР України В.Гройсмана до Литовської Республіки у рамках участі в VI засіданні Міжпарламентської асамблеї Верховної Ради України, Сеймаса Литовської Республіки та Сейму і Сенату Польщі.
11-15 серпня 2015 р. – робочий візит Спікера Сеймаса Литовської Республіки Л.Граужинєнє в Україну (м. Одеса).
01-02 лютого 2016 р. – робочий візит Спікера Сеймаса Литовської Республіки Л.Граужинєнє в Україну у складі делегації голів національних парламентів країн Балтії та Північної Європи (формат NB8).
28-31 травня 2016 р. – робочий візит Спікера Сеймаса Литовської Республіки Л.Граужинєнє в Україну (мм. Київ та Дніпро) для участі у VII засіданні Міжпарламентської Асамблеї Верховної Ради України, Сеймаса Литовської Республіки та Сейму і Сенату Республіки Польща.
28-29 листопада 2016 р. – робочий візит Голови Верховної Ради України А.Парубія до Литовської Республіки.
27-28 березня 2017 р. – робочий візит Голови Верховної Ради України А.Парубія до м. Варшава для участі у VIІІ засіданні Міжпарламентської Асамблеї Верховної Ради України, Сеймаса Литовської Республіки та Сейму і Сенату Республіки Польща.
31 серпня-02 вересня 2017 р. – робочий візит Спікера Сеймаса Литовської Республіки В.Пранцкєтіса в Україну (мм. Київ, Херсон).
02-04 травня 2018 р. – робочий візит Голови Верховної Ради України А.Парубія до Литовської Республіки для участі в урочистостях з нагоди відзначення 227-ї річниці підписання Конституції 03 травня 1791 року.
25-29 червня 2018 р. – робочий візит Голови Верховної Ради України А.Парубія до США, у рамках якого він, разом зі Спікером Сеймаса Литовської Республіки В.Пранцкєтісом, спікерами парламентів Молдови, Грузії і Польщі, взяв участь у Міжнародній конференції, присвяченій обговоренню нагальних, пов’язаних з агресією РФ, питань міжнародної безпеки та у дискусії в Атлантичній раді США.
12-13 листопада 2018 р. - робочий візит Голови Верховної Ради України А.Парубія до Литовської Республіки для участі у ІХ сесії Міжпарламентської асамблеї Верховної Ради України, Сеймаса Литовської Республіки, Сейму і Сенату Республіки Польща.
06-08 червня 2019 р. –робочий візит Спікера Сеймаса Литовської Республіки В.Пранцкєтіса в Україну для участі у Х сесії Міжпарламентської асамблеї Верховної Ради України, Сеймаса Литовської Республіки, Сейму та Сенату Республіки Польща.
22-23 серпня 2019 р. – робочий візит Голови Верховної Ради України А.Парубія до Литовської Республіки для участі у ІІІ міжнародній «Конференції Президента Валдаса Адамкуса» (м. Вільнюс).
25 жовтня 2019 р. – робоча зустріч групи «Балтік+» за участі Голови Верховної Ради України Д.Разумкова, Спікера Сеймаса Литовської Республіки В.Пранцкєтіса, Спікера Сейму Латвії І.Мурнієце та Президента Рійгікогу Естонії Х.Пиллуаас на полях Європейської конференції голів парламентів (м. Страсбург).
18 листопада 2019 р. – робочий візит Спікера Сеймаса Литовської Республіки В.Пранцкєтіса в Україну.
10 вересня 2020 р. – офіційний візит Голови Верховної Ради України Д.Разумкова до Литовської Республіки.

### На рівні глав зовнішньополітичних відомств
7-8 грудня 2001 р. – візит Міністра закордонних справ Литовської Республіки А.Вільоніса в Україну в якості Голови Комітету Міністрів Ради Європи.
10 жовтня 2003 р. –  візит Міністра закордонних справ Литовської Республіки А.Вільоніса в Україну для участі в Конференції «Широка Європа».
25-25 лютого 2004 р. – робочий візит Міністра закордонних справ України К.Грищенка до Литовської Республіки.
16-18 вересня 2004 р. – офіційний візит Міністра закордонних справ Литовської Республіки А.Вільоніса в Україну.
11-12 січня 2005 р. – робочий візит Міністра закордонних справ України К.Грищенка до Литовської Республіки.
13-14 квітня 2005 р. – офіційний візит Міністра закордонних справ Литовської Республіки А.Вільоніса в Україну.
20-21 квітня 2005 р. – робочий візит Міністра закордонних справ України Б.Тарасюка до Литовської Республіки для участі у засіданні Комісії Україна-НАТО на рівні міністрів закордонних справ.
14-15 листопада 2005 р. – робочий візит Міністра закордонних справ Литовської Республіки А.Вільоніса в Україну.
23 грудня 2005 р. – робочий візит Міністра закордонних справ України Б.Тарасюка до Литовської Республіки. Підписання «Спільної заяви Міністрів закордонних справ України та Литовської Республіки про взаємодію у сфері європейської та євроатлантичної інтеграції і регіонального співробітництва».
11 жовтня 2006 р. – робочий візит Міністра закордонних справ Литовської Республіки П.Вайтєкунаса в Україну. Підписання «Спільної заяви Міністрів закордонних справ України та Литовської Республіки про співробітництво у рамках виконання Плану дій Україна-ЄС».
31 жовтня 2006 р. – робоча зустріч Міністрів закордонних справ України та Литовської Республіки (м. Вільнюс).
27 квітня 2007 р. – робоча зустріч Міністра закордонних справ України А.Яценюка з Міністром закордонних справ Литовської Республіки П.Вайтєкунасом у рамках засідання Комісії Україна-НАТО на рівні міністрів закордонних справ (м. Осло, Норвегія).
09 грудня 2008 р. – зустріч Міністра закордонних справ України В.Огризка з Міністром закордонних справ Литовської Республіки П.Вайтєкунасом (м. Вільнюс).
26-27 грудня 2008 р. – офіційний візит Міністра закордонних справ Литовської Республіки В.Ушацкаса в Україну.
14-15 лютого 2009 р. – робочий візит Міністра закордонних справ України В.Огризка до Литовської Республіки для участі в тристоронній зустрічі Міністрів закордонних справ України, Литви та Республіки Білорусь та українсько-литовсько-білоруському засіданні експертів з питань енергетики.
22-23 листопада 2009 р. – робочий візит Міністра закордонних справ Литовської Республіки В.Ушацкаса в Україну для участі у ІІ зустрічі міністрів закордонних справ України, Литви та Республіки Білорусь.
02 березня 2010 р. – робоча зустріч Міністра закордонних справ України П.Порошенка з Міністром закордонних справ Литовської Республіки А.Ажубалісом у рамках зустрічі міністрів закордонних справ держав Вишеградської четвірки, країн, охоплених зовнішньополітичною ініціативою ЄС «Східне партнерство», держав Балтії, Іспанії, Бельгії та представників Європейської комісії (м. Будапешт, Угорщина).
17-18 червня 2010 р. – офіційний візит Міністра закордонних справ України К.Грищенка до Литовської Республіки, проведення І засідання Ради МЗС України та МЗС Литовської Республіки.
07-08 лютого 2011 р. – візит Міністра закордонних справ Литовської Республіки А.Ажубаліса в Україну в якості Виконавчого Голови ОБСЄ.
30 червня-01 липня 2011 р. – робочий візит Міністра закордонних справ України К.Грищенка до Литовської Республіки, проведення ІІ засідання Ради МЗС України та МЗС Литовської Республіки.
05-06 грудня 2011 р. – робочий візит Міністра закордонних справ України К.Грищенка до Литовської Республіки для участі у ХVIII засіданні Ради Міністрів ОБСЄ.
18 вересня 2012 р. – зустріч Міністра закордонних справ України К.Грищенка з Міністром закордонних справ Литовської Республіки А.Ажубалісом (м. Київ).
31 травня-01 червня 2013 р. – робочий візит Міністра закордонних справ Литовської Республіки Л.Лінкявічюса в Україну, проведення ІІІ засідання Ради МЗС України та МЗС Литовської Республіки.
27 лютого 2014 р. – робоча поїздка Міністра закордонних справ Литовської Республіки Л.Лінкявічюса в Україну.
28-29 травня 2014 р. – робочий візит Міністра закордонних справ Литовської Республіки Л.Лінкявічюса в Україну.
25 червня 2014 р. – окрема зустріч Міністра закордонних справ України П.Клімкіна з Міністром закордонних справ Литовської Республіки Л.Лінкявічюсом у рамках робочого візиту очільника українського зовнішньополітичного відомства до м. Брюссель та Люксембургу.
22 серпня 2014 р. – робоча поїздка Міністра закордонних справ Литовської Республіки Л.Лінкявічюса в Україну.
24 листопада 2014 р. – окрема робоча зустріч Міністрів закордонних справ України та Литовської Республіки у рамках робочого візиту Президента Литовської Республіки Д.Грібаускайтє в Україну.
04 грудня 2014 р. – окрема робоча зустріч Міністрів закордонних справ України та Литовської Республіки у рамках їхньої участі у заходах ХХІ Міністерського засідання ОБСЄ у м. Базель, Швейцарія.
28 січня 2015 р. – робочий візит Міністра закордонних справ Литовської Республіки Л.Лінкявічюса в Україну для участі в церемонії започаткування діяльності Посольства Литовської Республіки в Україні у якості Контактного посольства НАТО.
23 лютого 2015 р. – окрема робоча зустріч Міністрів закордонних справ України та Литовської Республіки у рамках робочого візиту Міністра П.Клімкіна до США для участі у відкритих дебатах Ради Безпеки ООН на тему «Забезпечення міжнародного миру та безпеки: підтвердження рішучої відданості цілям і принципам Статуту ООН».
13-14 серпня 2015 р. – робочий візит Міністра закордонних справ Литовської Республіки Л.Лінкявічюса в Україну (мм. Київ та Одеса).
17-18 листопада 2015 р. – спільний візит Міністрів закордонних справ Литовської Республіки та Королівства Швеції в Україну.
12 грудня 2015 р. – окрема робоча зустріч Міністрів закордонних справ України та Литовської Республіки у рамках робочого візиту до США Міністра закордонних справ України П.Клімкін для участі в ініційованому литовською стороною засіданні Ради Безпеки ООН щодо ситуації в Україні.
15-16 березня 2016 р. – робочий візит Міністра закордонних справ Литовської Республіки Л.Лінкявічюса в Україну (мм. Київ та Маріуполь).
10-11 лютого 2017 р. – робочий візит Міністра закордонних справ Литовської Республіки Л.Лінкявічюса в Україну (мм. Київ, Краматорськ, Авдіївку).
24 квітня 2017 р. – робочий візит Міністра закордонних справ України П.Клімкіна до Литовської Республіки.
14-15 червня 2017 р. – спільний візит Міністрів закордонних справ Литовської Республіки Л.Лінкявічюса та Королівства Швеції М.Вальстрьом в Україну.
19 березня 2018 р. – робоча зустріч Міністрів закордонних справ України П.Клімкіна та Литовської Республіки Л.Лінкявічюса напередодні Засідання Ради ЄС на рівні глав зовнішньополітичних відомств, а також ініційованого литовською стороною робочого сніданку у форматі «Україна+друзі України в ЄС».
20-23 червня 2018 р. – робочий візит Міністра закордонних справ ЛР Л.Лінкявічюса в Україну (м. Київ, смт. Станиця Луганська, КПВВ «Золоте», с. Катеринівка).
10-11 січня 2019 р. – робочий візит Міністра закордонних справ України П.Клімкіна до Литовської Республіки, у т.ч. для участі у щорічному міжнародному заході з обговорення найбільш актуальних питань сьогодення європейської та євроатлантичної безпеки «Снігова зустріч» (м. Тракай).
15 січня 2019 р. – робочий візит Міністра закордонних справ Литовської Республіки Л.Лінкявічюса в Україну у складі делегації очільників зовнішньополітичних відомств Литви, Естонії, Латвії і Польщі з метою відвідання м. Маріуполь.
25-26 квітня 2019 р. – робочий візит Міністра закордонних справ Литовської Республіки Л.Лінкявічюса в Україну, у рамках якого відбулись його окремі зустрічі з Президентом України, Прем’єр-міністром України, Міністром закордонних справ України, новообраним Президентом України В.О.Зеленським.
29 жовтня 2019 р. – робочий візит Міністра закордонних справ Литовської Республіки Л.Лінкявічюса в Україну для участі в Міжнародному інвестиційному форумі «RE:THINK. Invest in Ukraine» (29 жовтня 2019 р., м. Маріуполь) та, разом з Міністром закордонних справ України В.Пристайком, відвідав с. Широкине Донецької області України.
27 листопада 2019 р. – робоча зустріч Міністрів закордонних справ України В.Пристайка та Литовської Республіки Л.Лінкявічюса у рамках офіційного візиту Президента України В.Зеленського до Литовської Республіки.
24 лютого 2020 р. – спільна участь Міністрів закордонних справ України В.Пристайка та Литовської Республіки Л.Лінкявічюса, разом з Міністром закордонних справ Латвії Е.Рінкевичсом, у панельній дискусії на тему «Ситуація довкола дотримання прав людини у Криму та українські заручники Кремля» у рамках проведення Сегменту високого рівня 43-ї сесії Ради ООН з прав людини.

## Співробітництво у сферах освіти, науки, культури
Співпраця між Україною та Литвою у сферах освіти та культури після 24 лютого 2022 р. була дещо скоригована відповідно до викликів повномасштабної російсько-української війни. Суттєвим фактором, який вплинув на це співробітництво, стало прибуття в Литву відносно великої кількості (понад 77 тис.) біженців з України. У зв’язку з цим, а також з необхідністю тіснішої співраці в умовах війни з країною-партнером, посилюється культурна дипломатія України в Литві. У зв’язку із перебуванням українських біженців на території Литви виникла потреба забезпечити їх відповідними освітніми послугами. Так, у містах Вільнюс, Клайпеда та Каунас були створені приватні школи з українською мовою викладання. Також з’явилися українські класи у деяких державних школах Литви (Клайпеда, Шяуляй). Понад 600 українських вчителів, які тимчасово перебувають на території країни, були працевлаштовані в литовських школах. Литва надала можливість українським студентам, що опинилися в країні після повномасштабного вторгнення РФ, продовжити навчання в литовських вишах та отримувати відповідні стипендії. Відбувається активізація культурної дипломатії України в Литві, спрямованої на популяризацію української історії, мистецтва, традицій тощо. Свідченням цього, зокрема, є відкриття в литовських музеях численних виставок, пов’язаних з Україною. Аудіогіди українською мовою були впроваджені у провідних музеях Литви та популярних туристичних маршрутах. З ініціативи перших леді України та Литовської Республіки в червні 2022 р. у Вільнюсі було відкрито перший в країнах ЄС культурно-освітній простір – Український центр, в якому протягом першого року його діяльності було проведено понад 1700 різноманітних культурно-освітніх заходів.

## Діаспори
В Литві мешкає 44 тис. українців, в Україні — 11 тис. литовців.

## Галерея

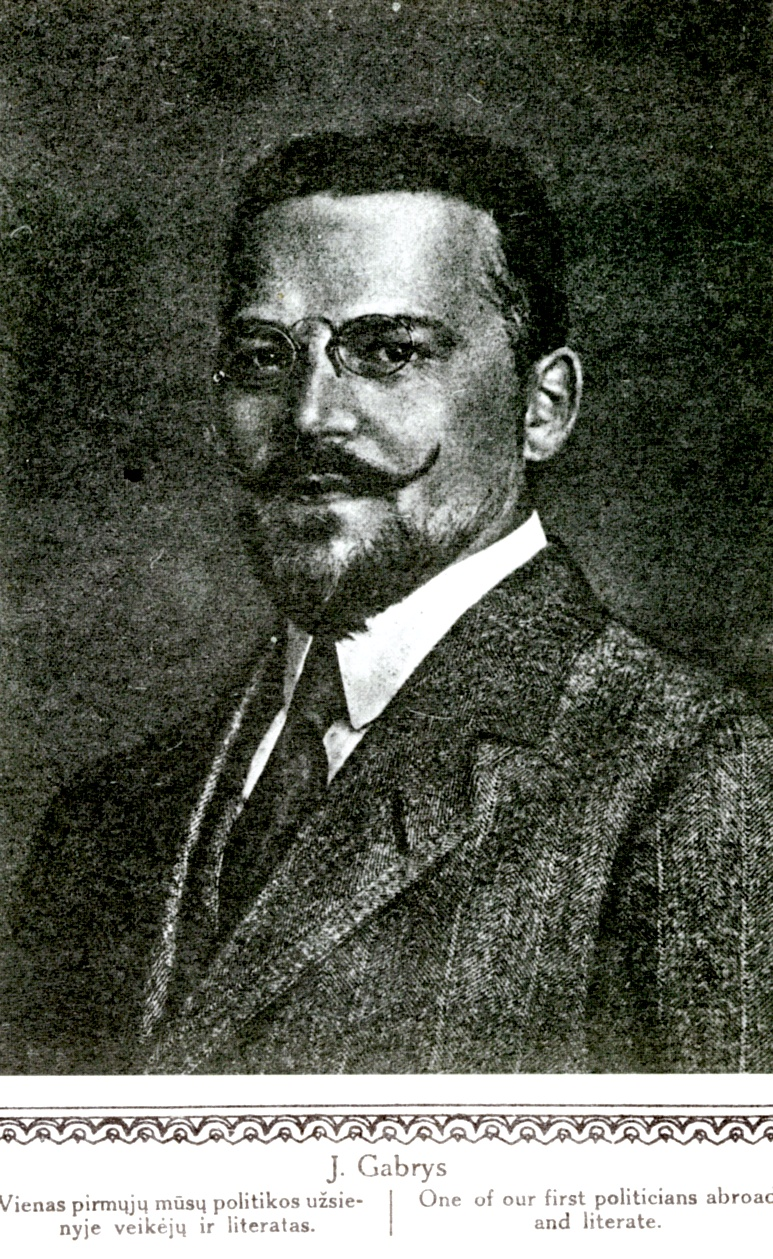
Юозас Габріс-Паршайтіс[lt], засновник і лідер Союзу поневолених націй.
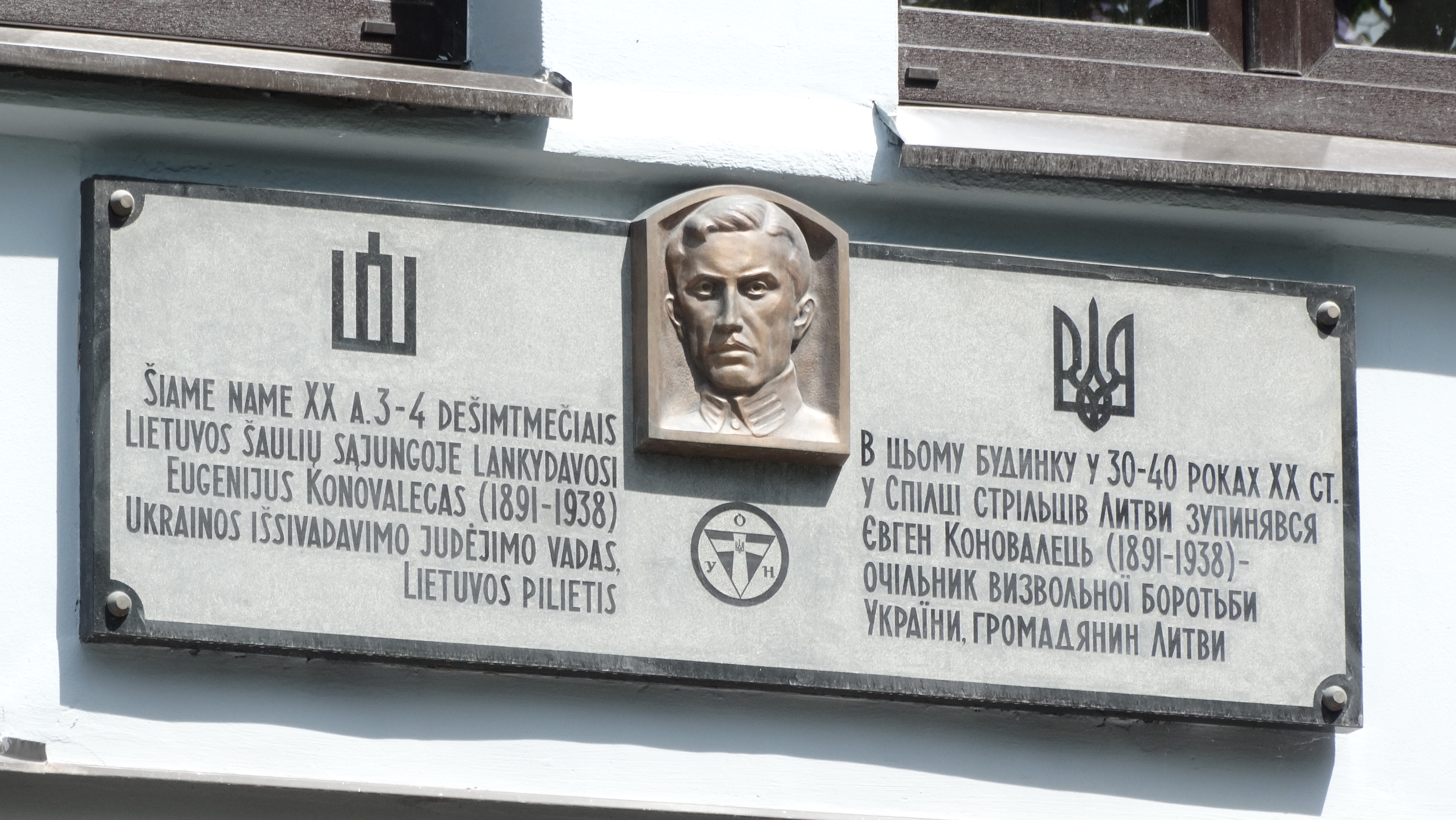
Меморіальна дошка в Каунасі, присвячена Євгену Коновальцю.
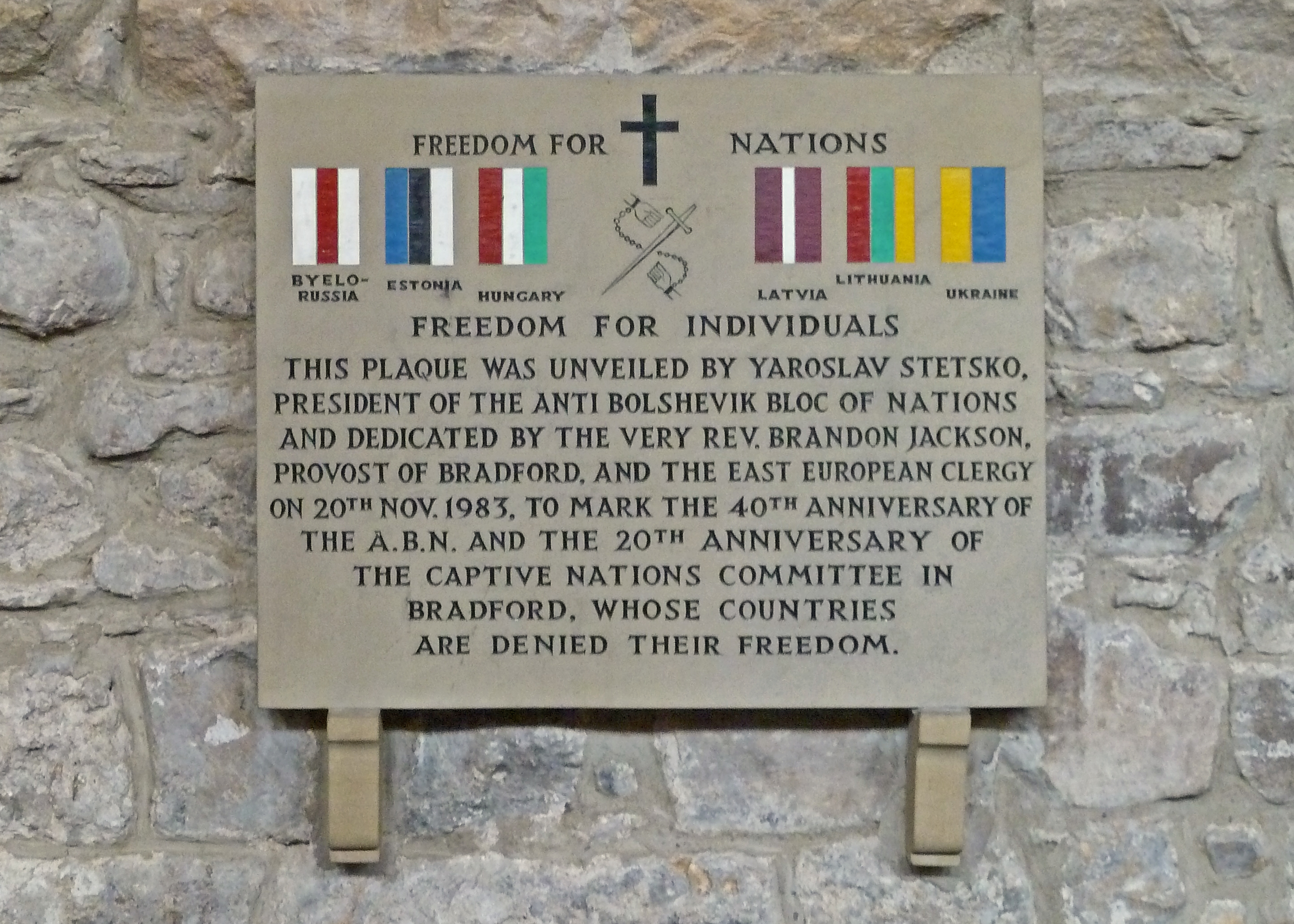
Меморіальна дошка на честь Антибільшовицького блоку народів в Західному Йоркширі, Англія
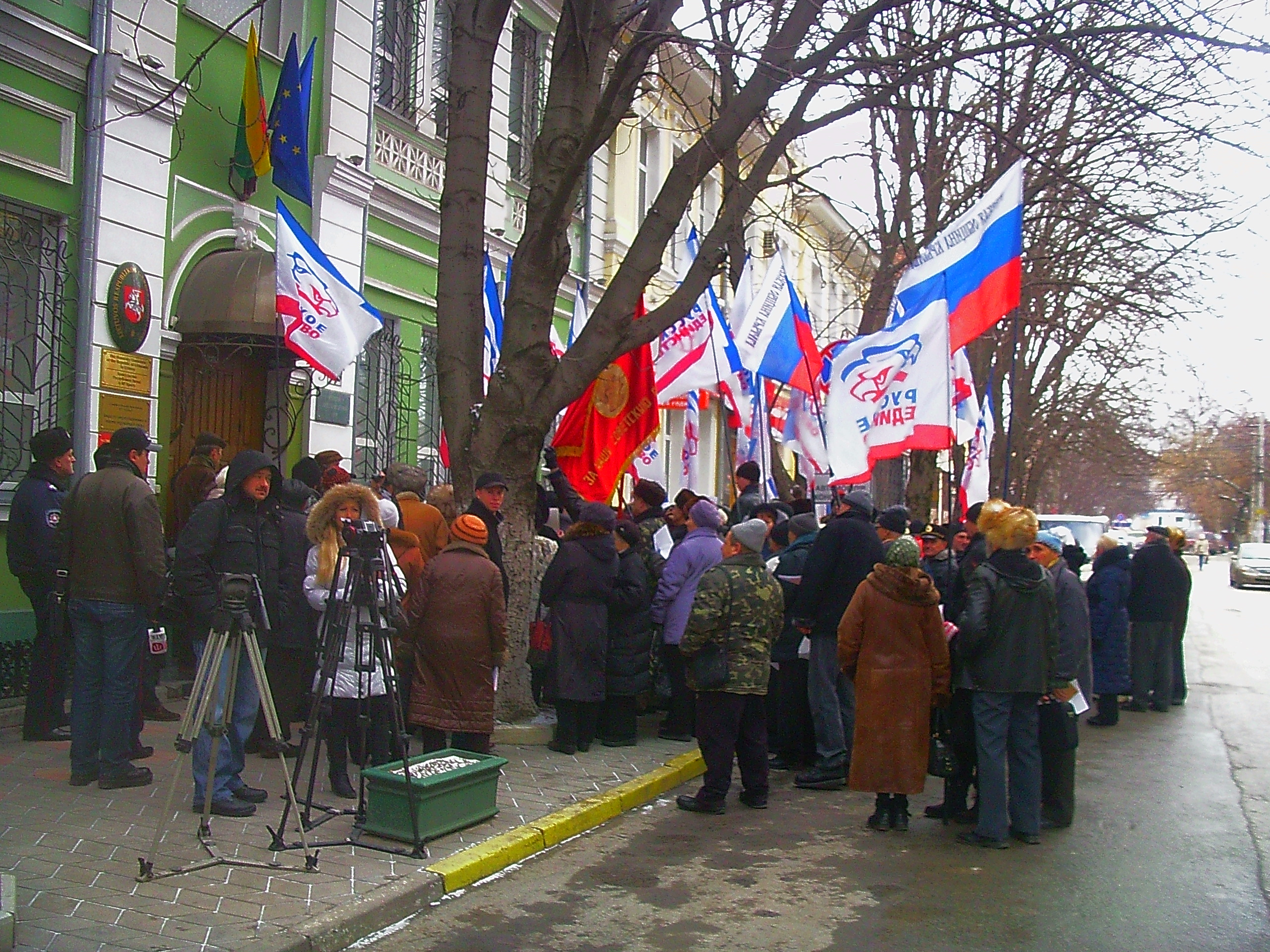

- [8]
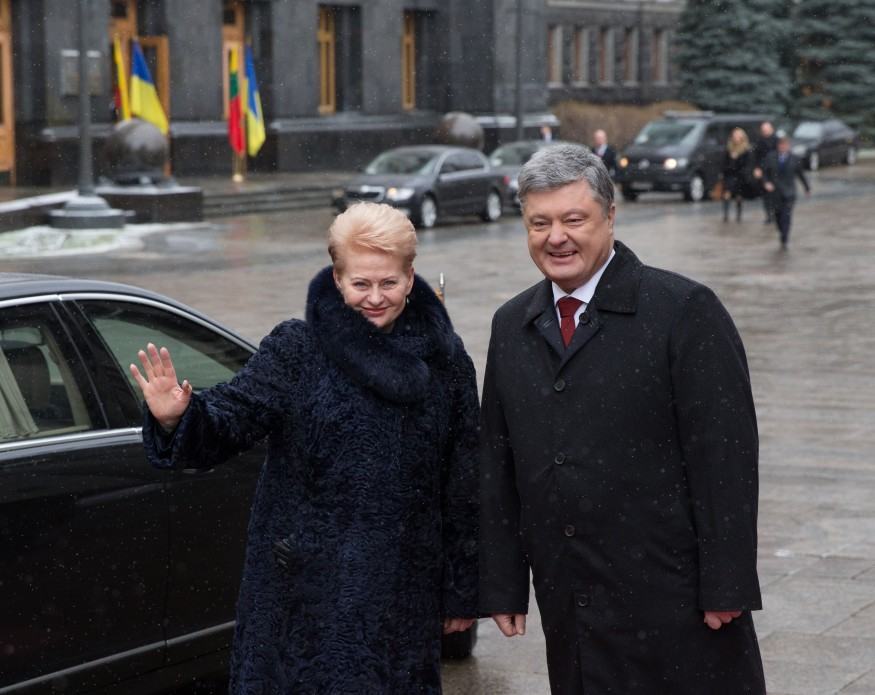
Київ, 2016
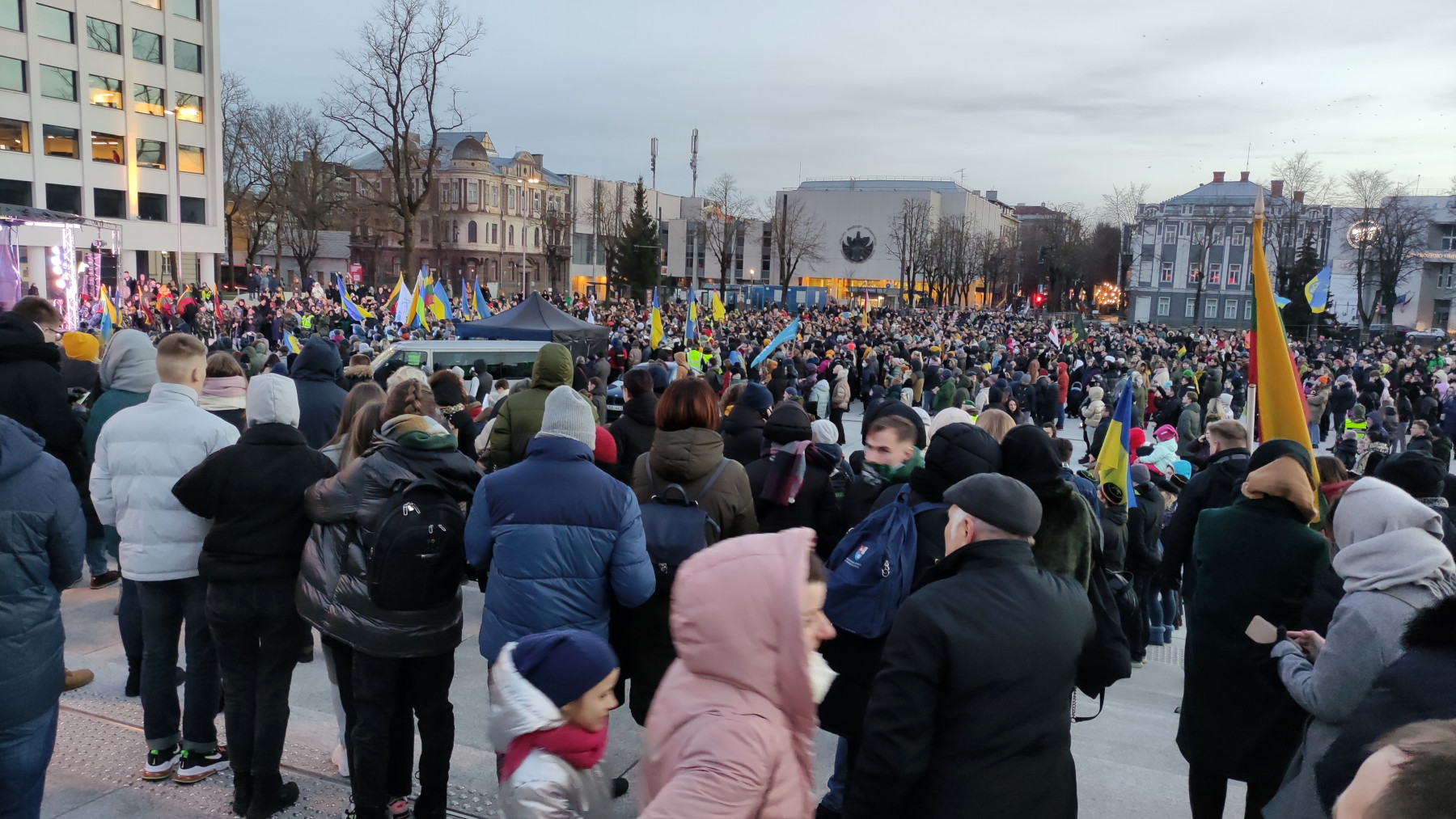
24 лютого 2022 року у Каунасі відбувся захід на підтримку України та засудження російської агресії
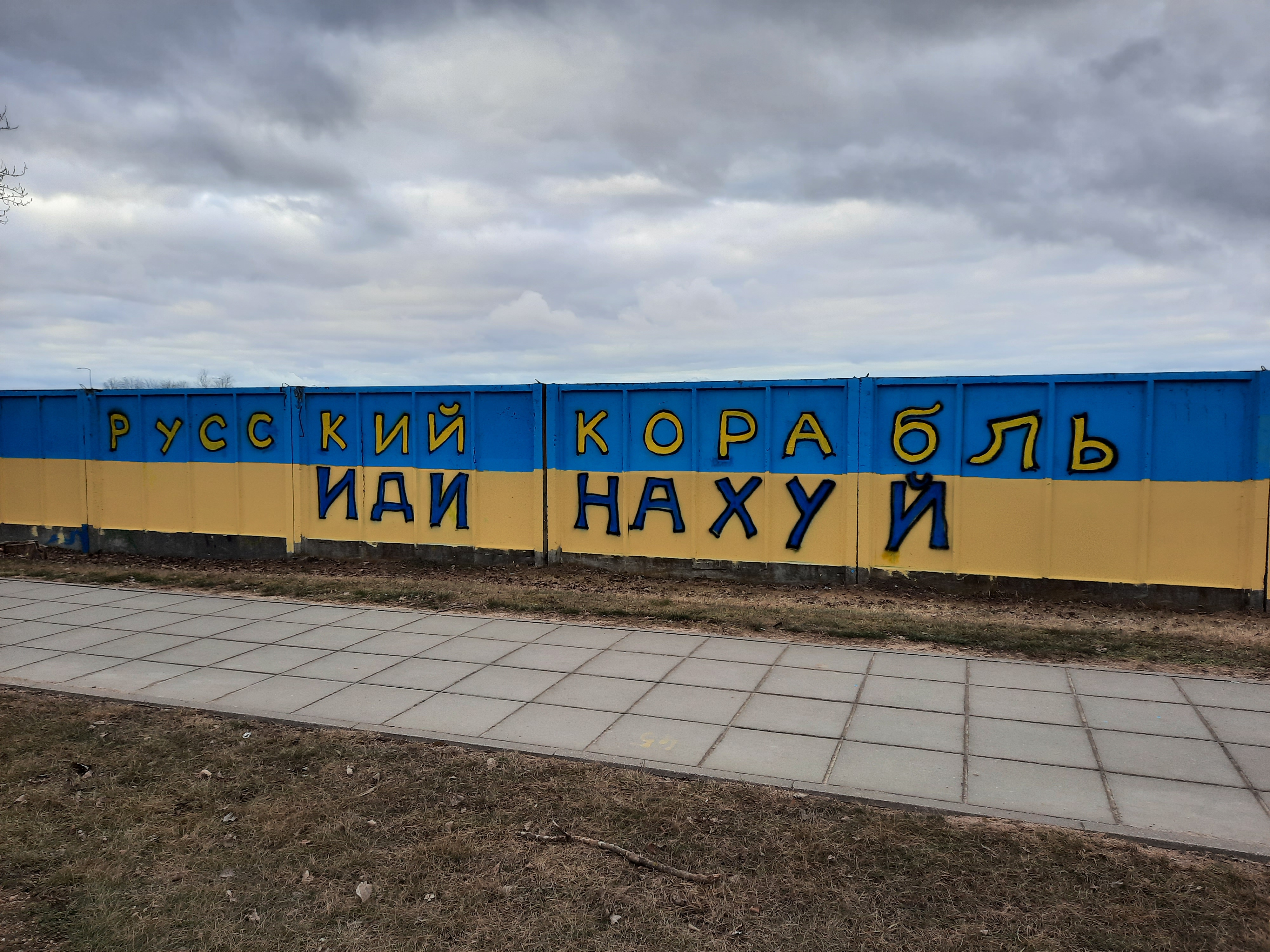
Графіті «Російський військовий корабель» на підтримку України, Каунас
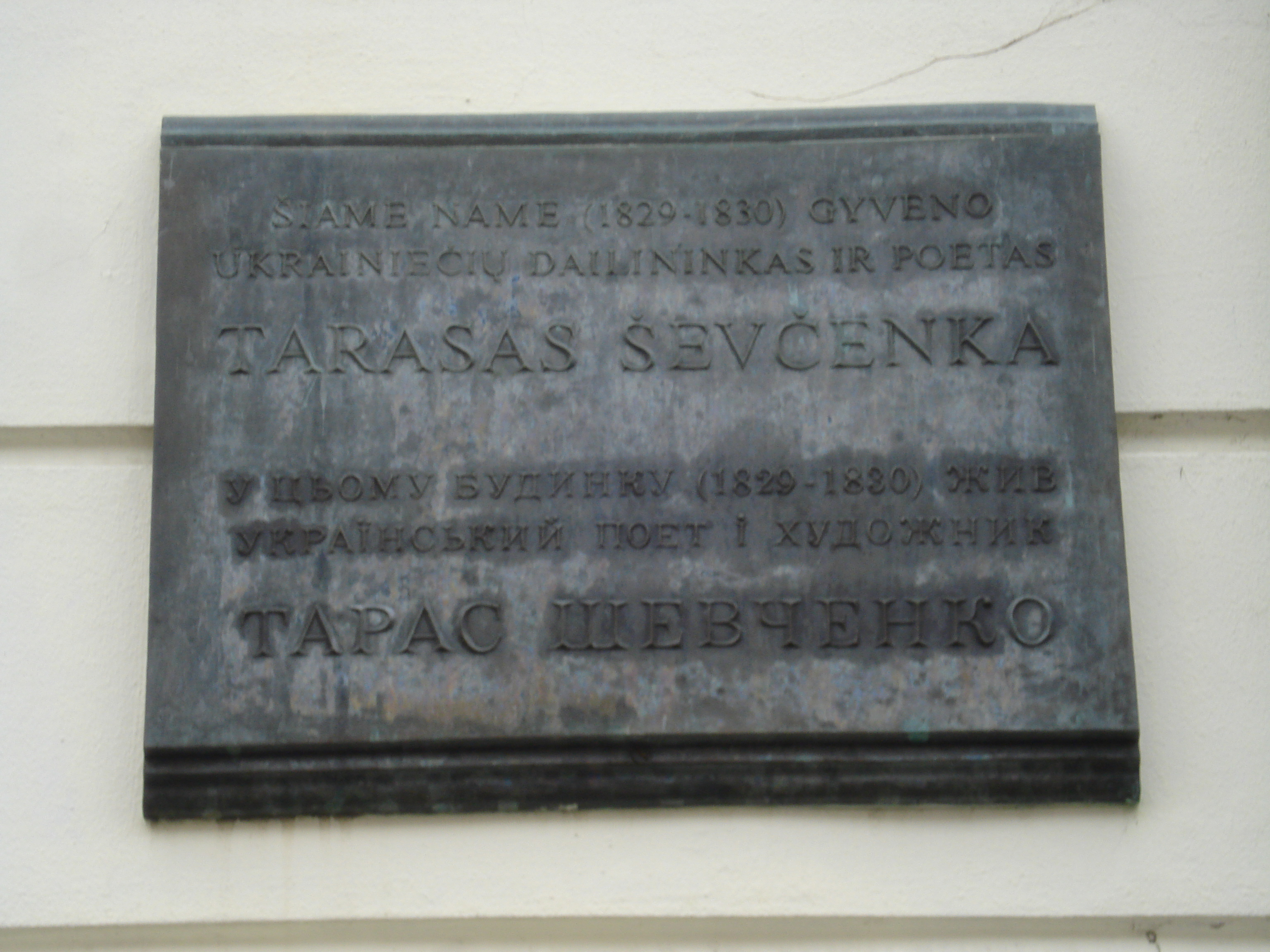
Пам'ятна дошка Тараса Шевченка у Вільнюсі